# Accident ferroviaire de Pierre-Bénite
L'accident ferroviaire de Pierre-Bénite du 1er mars 1846 a eu lieu sur la ligne de la Compagnie du chemin de fer de Saint-Étienne à Lyon lorsque deux trains circulant à pleine vitesse en sens inverse sur la même voie se sont heurtés. Une telle collision frontale se produisait pour la première fois en France, et même si son bilan était moins lourd que celui de l'accident de Meudon survenu quatre ans plus tôt, elle n'en souleva pas moins une forte vague d'émotion et de réactions, qu'elle soit qualifiée de « malheureux évènement », « grand désastre » ou « terrible catastrophe ».

## Circonstances
Compte tenu des moyens d'information restreints disponibles à l'époque, la relation de l'événement par la presse nationale se borne généralement à reprendre les mêmes sources locales, dont les versions sont souvent divergentes et approximatives. Il est cependant possible, en recoupant les données, de reconstituer les circonstances exactes de l'accident.

### Des conditions de voyage rudimentaires
Le cahier des charges du service concédé en 1826 à la Compagnie du chemin de fer de Saint-Étienne à Lyon lui confiait seulement l'acheminement des marchandises, mais en 1846, depuis une quinzaine d'années déjà, sans que l'État s'y oppose, celle-ci se livrait aussi au transport des voyageurs dans des «voitures» consistant en caisses de diligences de dimensions variables, fixées sur des chassis porteurs à quatre, six, ou même huit roues pour les plus perfectionnées. Le trajet entre les deux villes, d'abord effectué en trois heures, avait été réduit à deux heures et demie en 1844, avec l'abandon de la traction hippomobile.
Ainsi, le dimanche 1er mars 1846, un train composé d'un fourgon à bagages suivi de 14 «voitures» avait quitté à midi Saint-Étienne pour Lyon. La ligne étant en pente continue jusqu'à Givors, conformément à une pratique courante à l'époque, le convoi était parti sans engin de traction et s'était d'abord laissé descendre par la seule force de la gravité, juste freiné sous le contrôle d'un cadre de la compagnie, l'inspecteur Meulet.
À Givors, on avait placé à sa tête une locomotive à deux essieux, la n° 26, baptisée La Loire, conduite par le mécanicien Odin. Toutefois, après une dizaine de kilomètres, en gare de Vernaison, une double panne affecta le circuit de distribution d'eau de la machine : l'une des deux conduites venant du tender se rompit, et les soupapes d'alimentation de la chaudière se bloquèrent. L'engin fut donc dételé, et son mécanicien le fit avancer jusqu'à Irigny où afin de conjurer le risque d'explosion il renversa le feu. Deux dépêches demandant l'envoi d'une machine de secours avaient été envoyées simultanément à Lyon et à Givors, mais peu de temps après, un convoi de marchandises (dit de messageries) arriva de Givors, et l'inspecteur Meulet, invoquant la priorité donnée aux trains de voyageurs par le règlement intérieur de la compagnie réquisitionna sa locomotive, la machine n° 12, dénommée Humblot-Conté, conduite par le machiniste Favre. Le convoi put donc repartir avec 248 voyageurs à 15 heures 35, et rejoignit à Irigny la machine n° 26, qu'il prit en pousse, afin de gagner du temps pour l'emmener réparer aux ateliers de Perrache.

### L'accident
Alors que le convoi, désormais en retard d'une heure et demie sur son horaire, avait repris de la vitesse dans la plaine d'Yvours et, au sortir d'une courbe, allait aborder le tunnel de Pierre-Bénite, surgit à toute allure de cet ouvrage, tender en avant et sur la même voie, la locomotive de secours venant de Lyon, conduite par le chef-mécanicien Jobert, accompagné du chef de la station de Perrache Laurent Pierredon et de trois ou quatre autres agents.
Après de vaines tentatives de freinage, les équipages, comprenant qu'ils ne pourraient éviter la collision, tentèrent d'y échapper en sautant en marche. Quelques instants plus tard, les trois machines se heurtèrent de face et retombèrent disloquées, formant un amoncellement sur lequel les sept premiers véhicules, poussés par le reste du convoi, vinrent buter, les caisses des diligences se séparant de leurs chassis et s'empilant sur une hauteur de quatre à cinq mètres.

### Secours et bilan
Alertés par le bruit de l'accident, les riverains de la ligne et les habitants de Pierre-Bénite se rendirent vite sur les lieux et, au milieu des débris disséminées sur une centaine de mètres, entreprirent, avec l'aide des passagers indemnes et d'ouvriers des ateliers et chantiers voisins, de dégager les victimes des épaves pour leur donner les premiers secours. Les blessés furent transportés dans les habitations les plus proches, où ils reçurent ensuite les soins de médecins venus des environs. Les morts furent provisoirement déposés sur place dans une cabane de cantonnier, avant d'être transportés à Lyon à 23 heures sur un wagon tiré par un cheval. Selon les sources, le bilan varia, pour les morts entre huit et dix-huit, et pour les blessés entre trente et quarante huit, dont les cheminots ayant sauté en marche avant la collision. La compagnie publia par la suite une note réduisant le nombre de morts à neuf, sept tués sur le coup et deux ayant succombé ensuite. Elle précisait aussi que « les blessés sont plus nombreux qu'on ne l'avait pensé d'abord, parce que la plupart se sont rendus immédiatement chez eux, soit à pied, soit dans les voitures que des habitans (sic) de Pierre-Bénite leur ont fournies, soit dans les omnibus que l'administration du chemin de fer avait envoyés à la Mulatière » et fixait leur nombre à quarante-cinq. Les autorités administratives et judiciaires, le préfet du Rhône Hippolyte-Paul Jaÿr, le procureur du Roi, et le juge de paix de Saint-Genis, se rendirent sur les lieux.

## Réactions
Au lendemain de la catastrophe de Meudon, un ingénieur du chemin de fer de Saint-Étienne à Lyon l'avait présenté comme un modèle de sécurité pour les autres en affirmant que «les dispositions auxquelles le chemin de fer de Saint-Étienne doit la grande sécurité qu'il présente aux voyageurs peuvent être facilement appliquées à tout autre railway». En réalité, en 1846 celui-ci, comme le notait le journal Le Constitutionnel, était « si malheureusement fertile en accidens (sic)» que d'aucuns le considéraient même comme « le plus périlleux et le plus mortel de France ».
Cette nouvelle démonstration de « l'incurie traditionnellement reprochée » à la Compagnie relança le débat sur les dangers des chemins de fer et la nécessité de leur réglementation. La question fut abordée dans la presse, et aussi à la Chambre des députés et à l'Académie des Sciences, mais sans résultat concret.

### À la Chambre
Dès la diffusion de la nouvelle de l'accident, la souplesse de la procédure parlementaire de l'époque avait permis au député Armand Lherbette d'interpeller immédiatement à la Chambre, à la faveur de la discussion d'un projet de loi sur la navigation intérieure, Pierre Sylvain Dumon, ministre des travaux publics. Celui-ci, notoirement lié aux monde des affaires ferroviaires, refusa d'étendre le rôle des autorités publiques au contrôle du service en se bornant à affirmer que l'accident n'étant pas dû à un vice de construction de la ligne mais au « défaut de prudence et de soins dans l'exploitation », il n'avait pas à s'expliquer, cette question ne relevant pas de la responsabilité de l'État. Le débat fut donc clos, malgré les efforts du député Lherbette pour étendre les discussions aux missions de l'État en matière de sécurité ferroviaire.
Quelques jours plus tard, les députés du Rhône et de la Loire adressèrent au ministre une pétition demandant la révision du cahier des charges de la compagnie, et des mesures efficaces pour faire disparaître immédiatement les dangers de son activité de transport de voyageurs.

### À l'Académie des sciences
Lors de la séance du 9 mars 1846, le colonel Guillaume Piobert, membre de l'Académie, évoquant l'accident dans une communication sur « Les dangers que présentent les chemins de fer et sur quelques questions qu'il conviendrait de mettre à l'étude », proposait d'adresser au gouvernement une note officielle signalant les risques à : « 1° Faire voyager à grande vitesse des hommes renfermés dans de frêles wagons en contact avec des masses de fer de quinze à dix-huit mille kilogrammes, poids excessif, qui ne serait nullement indispensable sur les chemins de fer, si la traction était établie dans de meilleures conditions, lors même que le convoi ne pourrait pas être divisé: 2° Employer des tracés d'une courbure un peu prononcée dans les pays couverts, dans les parties de chemins en déblais, à l'entrée des tranchées profondes ou à proximité des tunnels, cas dans lesquels le mécanicien ou conducteur de la locomotive ne peut apercevoir que trop tard le dérangement de la voie, les obstacles qui peuvent y être placés accidentellement, et même les convois qui peuvent y circuler ; 3° Faire circuler des convois de voyageurs dans des tunnels n'ayant que les dimensions nécessaires au passage des locomotives et des wagons, et sans issue pour s'échapper en cas d'accident ». Toutefois, sous l'influence d'Arago, une majorité se dégagea contre cette proposition, et renvoya la question de la sécurité ferroviaire à une commission préexistante, demeurée jusque là improductive.

## Responsabilités
Inaugurant un processus devenu par la suite habituel en cas de catastrophe ferroviaire, la recherche des causes de la collision de Pierre-Bénite donna lieu à deux enquêtes conjointes. La première, judiciaire, fut menée par le procureur du roi et un juge d'instruction, qui se firent assister d'experts, la seconde, administrative, par un commissaire spécial du chemin de fer, qui rendit compte de ses conclusions au préfet et les transmit aussi aux magistrats.

### Les causes envisagées
Plusieurs causes pouvaient avoir contribué à produire l'accident. Elles furent notamment évoquées en détail dans le rapport remis au tribunal par les experts, puis lors du procès qui conclut la procédure judiciaire.
- L'état défectueux du matériel

En remontant assez haut dans la chaîne des causalités, on pouvait considérer que c'était la défaillance de la locomotive La Loire qui avait été à l'origine de l'accident, puisqu'elle avait contraint le personnel de la gare de Vernaison à demander la venue d'une machine de secours. Le raisonnement avait été tenu très tôt dans la presse, et fut repris dans le rapport des experts, puis dans l'acte d'accusation, qui vit dans le mauvais état de la machine n° 26 la « cause première » du drame. L'argument semblait d'autant plus pertinent que La Loire, avant de repartir de Givors, aurait dû être vérifiée réglementairement par le contremaître Jobert, en principe de service au dépôt, alors que celui-ci était en réalité allé passer le dimanche à Lyon. Pour la défense de la Compagnie, son directeur, M. Gervoy, assurait que la panne de l'engin ne pouvait résulter ni de sa vétusté ni de son défaut d'entretien, puisqu'elle était en service depuis seulement 27 mois, et n'avait pas effectué plus de 54 000km par an, distance inférieure à la moyenne des autres locomotives. Il ajoutait qu'elle avait d'ailleurs monté sans difficultés le matin même un train de Lyon à Rive-de-Gier. Quant à sa vérification avant le départ, elle avait été valablement effectuée par l'un des subordonnés de Jobert, le déplacement de celui-ci à Lyon n'ayant rien d'anormal.
- Le comportement de l'équipage montant

À la réception de la dépêche de Vernaison demandant une machine de réserve, Laurent Pierredon, le chef de la station de Perrache avait fait sortir de sa remise et remonter en pression la n° 14, déjà en chauffe, mais dont le feu avait été couvert en prévision de son utilisation au service de nuit. Il décida alors de prendre lui-même la tête de l'opération, et, demandant à Jobert de faire office de mécanicien, embarqua sur la locomotive avec trois ou quatre autres agents. À la sortie de la gare, la voie était unique sur 2, 4 km, puis, pour le reste du parcours, se dédoublait en une de gauche, dite de remonte, affectée aux convois pour Saint-Étienne, et une de droite, dite de descente réservée à ceux pour Lyon. À la bifurcation, la machine n° 14 avait donc d'abord été dirigée par l'aiguilleur Planus sur la voie de gauche, mais Laurent Pierredon la fit revenir en arrière, et intima à son subordonné l'ordre de la faire passer sur celle de droite.
Si cette décision n'était pas dépourvue de logique puisque la n° 14 était censée se mettre à la tête d'un convoi en panne sur la voie descendante, et roulait d'ailleurs à cet effet tender en avant, elle n'en était pas moins contraire à toutes les règles de sécurité, si bien que certains des agents accompagnant Laurent Pierredon sur la machine la mirent sur le compte de son état d'ébriété, après un déjeuner dominical copieusement arrosé.
- Le comportement de l'équipage descendant

Selon les explications du directeur de la Compagnie, l'inspecteur Meulet avait pour mission de « présider à la marche des trains, contrôler les recettes, et prendre les mesures urgentes en cas d'évènements ».
Il lui appartenait donc de prendre toute initiative pour dépanner son train de voyageurs comme il l'avait fait, tant en demandant par dépêche une machine de secours, qu'en réquisitionnant la machine d'un train de marchandises lorsque cette opportunité s'était offerte. Il n'en restait pas moins que reprendre la route sans avoir au préalable envoyé une nouvelle dépêche annulant la demande de secours créait un risque de collision, spécialement évident sur le tronçon terminal de 2, 4 km de voie unique.

### Le procès
À l'époque, la responsabilité pénale de la Compagnie du chemin de fer de Saint-Étienne à Lyon, personne morale, ne pouvait être engagée, et au terme de l'instruction, furent inculpés d'homicide par imprudence, et déférés le 30 juin 1846 devant le tribunal correctionnel de Lyon trois de ses employés semblant les plus impliqués dans l'accident : Laurent Pierredon, chef de la station de Perrache (non remis de ses blessures, il se présenta un bras en écharpe), Jobert , contremaître mécanicien de la remise de Givors (il se trainait sur des béquilles), et Meulet, inspecteur. Bien qu'aucune partie civile ne se soit déclarée puisque la Compagnie avait indemnisé les victimes à l'amiable, le tribunal, subsidiairement, se prononça aussi sur la responsabilité civile de la Compagnie, représentée par son directeur, M. Gervoy, assigné en cette qualité. Lors de ses deux audiences du 30 juin et du 6 juillet, le tribunal, qui se transporta sur les lieux le 1er juillet pour examiner les vestiges de l'accident, entendit comme témoins une douzaine d'employés de la compagnie, un riverain ayant recueilli des blessés, ainsi que des ingénieurs. Dans son réquisitoire, le substitut Rieussec, tout en qualifiant l'invention du chemin de fer d'« immense bienfait », affirma qu'il « serait payé bien cher s'il fallait l'acheter par des catastrophes aussi déplorables que celles de Versailles et de Pierre-Bénite », et demanda la condamnation des trois prévenus.
Dans son jugement, rendu le 10 juillet, le tribunal ne le suivit qu'en partie puisqu'il relaxa Meulet, que le rapport des experts avait dégagé de toute responsabilité. En revanche, il condamna Laurent Pierredon à 6 mois de prison et 500 F d'amende, et Jobert à 50 F d'amende. La Compagnie fut déclarée civilement responsable.